# Polystachya bradei
Polystachya bradei är en orkidéart som beskrevs av Rudolf Schlechter och Rudolf Mansfeld. Polystachya bradei ingår i släktet Polystachya och familjen orkidéer. Inga underarter finns listade i Catalogue of Life.